# Lista de prefeitos de São José do Campestre
Esta é a lista de prefeitos de São José do Campestre, município brasileiro do estado do Rio Grande do Norte.
| Nº | Prefeito                             | Imagem                            | Partido | Início de mandato       | Fim de mandato          | Vice-prefeito                        | Observações                   |
| -- | ------------------------------------ | --------------------------------- | ------- | ----------------------- | ----------------------- | ------------------------------------ | ----------------------------- |
| 1  | Pedro Heráclito Pinheiro             |                                   |         | 1º de janeiro de 1949   | 14 de fevereiro de 1951 | —                                    | Prefeito nomeado              |
| 2  | Severino da Costa Belmont            |                                   |         | 15 de fevereiro de 1951 | 30 de novembro de 1951  | —                                    | Prefeito nomeado              |
| 3  | Agripino Freire de Santana           |                                   |         | 1º de dezembro de 1951  | 31 de março de 1953     | —                                    | Prefeito nomeado              |
| 4  | Lindolfo Damião de Souza             |                                   | PSD     | 31 de março de 1953     | 31 de março de 1958     | José Matias de Araújo                | Prefeito e vice eleitos       |
| 5  | Edgar Fabrício de Oliveira           |                                   | PSD     | 31 de março de 1958     | 31 de março de 1963     | Otacílio Otávio de Oliveira          | Prefeito e vice eleitos       |
| 6  | José Matias de Araújo                |                                   | UDN     | 31 de março de 1963     | 31 de janeiro de 1969   | Cícero Pinto de Souza                | Prefeito e vice eleitos       |
| 7  | Cícero Pinto de Souza                |                                   | ARENA   | 31 de janeiro de 1969   | 20 de novembro de 1971  | Aprígio Freire de Santana            | Prefeito e vice eleitos       |
| 8  | Antônio Mozart Soares                |                                   |         | 21 de novembro de 1971  | 1971                    | —                                    | Prefeito nomeado              |
| 9  | Francisco Nelo Pereira               |                                   |         | 1971                    | 17 de fevereiro de 1972 | —                                    | Prefeito nomeado              |
| 10 | Francisco Agatângelo da Silva Braga  |                                   | ARENA   | 18 de fevereiro de 1972 | 1973                    | Tertuliano de Medeiros Neto          | Prefeito e vice eleitos       |
| 11 | Tertuliano de Medeiros Neto          |                                   | ARENA   | 1973                    | 31 de janeiro de 1973   | —                                    | Vice-prefeito eleito no cargo |
| 12 | José Matias de Araújo                |                                   | ARENA   | 31 de janeiro de 1973   | 31 de janeiro de 1977   | José Aprígio de Oliveira             | Prefeito e vice eleitos       |
| 13 | João Batista de Oliveira             |                                   |         | 31 de janeiro de 1977   | 31 de janeiro de 1983   | Agenor Francisco Ribeiro             | Prefeito e vice eleitos       |
| 14 | José Aprígio de Oliveira             |                                   |         | 31 de janeiro de 1983   | 31 de dezembro de 1988  | Manoel Cardoso da Silva              | Prefeito e vice eleitos       |
| 15 | Laércio José de Oliveira             |                                   | PFL     | 1º de janeiro de 1989   | 31 de dezembro de 1992  | Ivan Gomes Matias                    | Prefeito e vice eleitos       |
| 16 | Josefa Pessoa de Oliveira            |                                   |         | 1º de janeiro de 1993   | 8 de maio de 1995       | Mário Augusto Peregrino Toscano Lyra | Prefeito e vice eleitos       |
| 17 | Mário Augusto Peregrino Toscano Lyra |                                   |         | 9 de maio de 1995       | 31 de dezembro de 1996  | —                                    | Vice-prefeito eleito no cargo |
| 18 | Laércio José de Oliveira             |                                   | PFL     | 1º de janeiro de 1997   | 31 de dezembro de 2004  | José Borges Segundo                  | Prefeito e vice eleitos       |
| 18 | Laércio José de Oliveira             | Prefeito e vice eleitos           | PFL     | 1º de janeiro de 1997   | 31 de dezembro de 2004  | José Borges Segundo                  |                               |
| 19 | João Batista de Oliveira             |                                   | PHS     | 1º de janeiro de 2005   | 13 de julho de 2006     | Geraldo Paiva dos Santos Júnior      | Prefeito e vice eleitos       |
| 20 | Geraldo Paiva dos Santos Júnior      |                                   | PSB     | 14 de julho de 2006     | 31 de dezembro de 2008  | —                                    | Vice-prefeito eleito no cargo |
| 21 | Laércio José de Oliveira             |                                   | PP      | 1º de janeiro de 2009   | 14 de maio de 2009      | Régio Luciano Xavier Alves           | Prefeito e vice eleitos       |
| 22 | José André Mendonça                  |                                   | PSDB    | 15 de maio de 2009      | 21 de agosto de 2009    | —                                    | Presidente da Câmara no cargo |
| 23 | José Borges Segundo                  |                                   | PMDB    | 21 de agosto de 2009    | 31 de dezembro de 2012  | Francisca de Assis Silva             | Prefeito e vice eleitos       |
| 24 | Sione Ferreira de Souza Oliveira     |                                   | PMN     | 1º de janeiro de 2013   | 31 de dezembro de 2016  | Régio Luciano Xavier Alves           | Prefeita e vice eleitos       |
| 25 | Maria Alda Romão Soares              |                                   | PSD     | 1º de janeiro de 2017   | 28 de junho de 2018     | Eliza Assis de Oliveira Borges       | Prefeita e vice eleitas       |
| 26 | Joseilson Borges da Costa            |                                   | MDB     | 28 de junho de 2018     | 18 de abril de 2023     | Eribaldo Lima                        | Prefeito e vice eleitos       |
| 26 | Joseilson Borges da Costa            | Prefeito e vice reeleitos         | MDB     | 28 de junho de 2018     | 18 de abril de 2023     | Eribaldo Lima                        |                               |
| 27 | Eribaldo Lima                        |                                   | MDB     | 19 de abril de 2023     | até atualidade          | —                                    | Vice-prefeito eleito no cargo |
| 27 | Eribaldo Lima                        | Anderson Henrique Alencar Andrade | MDB     | 19 de abril de 2023     | até atualidade          | Prefeito reeleito e vice eleito      |                               |